# Gilberto Carrillo
Gilberto Carrillo, född den 16 augusti 1951, död 1996, var en kubansk boxare som tog OS-silver i lätt tungviktsboxning 1972 i München.